# Песни разных лет (сборник)
Песни разных лет — сборник группы «Браво», вышедший в 1995 году, который подытоживает деятельность коллектива за, на тот момент, двенадцать лет существования. В альбом вошли записи, не вышедшие за двенадцать лет в тираж по каким-либо причинам (где солистами являются Ирина Епифанова, Евгений Осин, Денис Мажуков, Анна Салмина, а также по две неизданные песни с Жанной Агузаровой — «Чёрный кот» и «Марсианка» — и Валерием Сюткиным — «Король курорта» и «По волнам».

## История песен
Самыми старыми песнями альбома являются «Чёрный кот» и «Марсианка» — обе входили в треклист второго магнитоальбома «Браво», записанного в 1985 году.
Песня «Король „Оранжевое лето“» записана в 1986 году в первом тон-ателье телецентра «Останкино». К тому времени «Браво» уже успело ненадолго отметиться в рядах Московской рок-лаборатории и перейти под крыло Московской областной филармонии. По причине опоздания вокалистки Жанны Агузаровой на несколько часов по неизвестным причинам, на запись песни была приглашена Анна Салмина, ранее выступавшая в составах ВИА «Синяя птица» и группы «Девчата». С Салминой «Браво» отыграло первые гастроли по городам Московской области, при этом информация о замене вокалистки не обнародовалась.
Песня «Зачем родился ты» представлена в сборнике в зальном варианте — она была записана в рамках фестиваля «Рок-панорама-87». Студийная запись песни долгое время считалась утерянной, однако позже была включена в переиздание альбома «Ансамбль „Браво“» наравне с миньоном «Группа „Браво“».
Песни «Добрый вечер, Москва», «Мне грустно и легко», «Сны» и «Просто так» ранее входили в магнитоальбом «Скажем мы друг другу „Браво!“», записанный в 1989 году в студии Московского дворца молодёжи. Другие же песни с альбома, наравне с первыми двумя, нашли свой приют в альбоме «Стиляги из Москвы» (уже в исполнении Валерия Сюткина), исключение составила только песня «Юрий Гагарин», вошедшая в сольный репертуар Евгения Осина в изменённой аранжировке.
Песни «Джамайка» и «Красный свет» были записаны в 1990 году в студии «Орион». С оными группа выступала на ряде различных фестивалей, а также — в одном из выпусков программы «Брейн-ринг».
Песни «Наташа», «Король курорта» и «По волнам» были записаны в 1990 году в студии Стаса Намина «SNC». Первоначально оные предназначались для альбома «Дорога в облака», однако не вошли туда по причине стилевого несоответствия. Рифф песни «Король курорта» практически полностью позаимствован из композиции «Mala Vida» французской анархо-панк-рок-группы «Mano Negra», не особо известной на территории бывшего СССР. В 1998 году в рамках переиздания альбомов «Стиляги из Москвы» и «Московский бит» «Король курорта» и «По волнам» вошли в них как бонус-треки, а через 18 лет обе были добавлены бонус-треками в переиздание альбома «Дорога в облака».
На песни «Король „Оранжевое лето“», «Мне грустно и легко» и «Добрый вечер, Москва» были сняты видеоклипы. Первый клип также показывался в рамках программ «Утренняя почта» и «В субботу вечером».

## Список композиций
| №   | Название                | Автор(ы)              | Вокалист        | Длительность |
| --- | ----------------------- | --------------------- | --------------- | ------------ |
| 1.  | «Король Оранжевое лето» | Е.Хавтан, В.Степанцов | Анна Салмина    | 4:38         |
| 2.  | «Чёрный кот»            | Ю.Саульский, М.Танич  | Жанна Агузарова | 2:57         |
| 3.  | «Марсианка»             | Е.Хавтан, Ж.Агузарова | Жанна Агузарова | 3:33         |
| 4.  | «Зачем родился ты?»     | Е.Хавтан, Ж.Агузарова | Жанна Агузарова | 3:37         |
| 5.  | «Добрый вечеp, Москвa»  | Е.Хавтан, В.Степанцов | Евгений Осин    | 2:56         |
| 6.  | «Просто так»            | Е.Хавтан, Е.Осин      | Евгений Осин    | 3:22         |
| 7.  | «Сны»                   | Е.Хавтан, В.Степанцов | Евгений Осин    | 3:43         |
| 8.  | «Мне грустно и легко»   | Е.Хавтан, В.Степанцов | Евгений Осин    | 3:12         |
| 9.  | «Джамайка»              | итал. нар.            | Ирина Епифанова | 1:55         |
| 10. | «Красный свет»          | Е.Хавтан, И.Епифанова | Ирина Епифанова | 3:13         |
| 11. | «Наташа»                | Е.Хавтан, В.Степанцов | Денис Мажуков   | 2:18         |
| 12. | «Король курорта»        | Е.Хавтан, В.Степанцов | Валерий Сюткин  | 2:32         |
| 13. | «По волнам»             | Е.Хавтан, Р.Отраднов  | Валерий Сюткин  | 3:06         |

## Музыканты
- Евгений Хавтан — гитара.
- Павел Кузин — ударные (1-8).
- Игорь Данилкин — ударные (11-13).
- Сергей Бушкевич — труба (9-13).
- Алексей Еленский — труба (5-8).
- Алексей Иванов — саксофон (9-13).
- Денис Мажуков — клавишные (11-13), вокал (11).
- Александр Добронравов — клавишные (1).
- Павел Марказьян — клавишные (4).
- Артур Пилявин — клавишные (9-10).
- Алексей Познахарев — клавишные (2-3).
- Дмитрий Гайдуков — бас-гитара (11-13).
- Тимур Муртузаев — бас-гитара (1-3).
- Сергей Лапин — бас-гитара (4-10).
- Фёдор Пономарёв — саксофон (1, 4-8).
- Александр Степаненко — саксофон (2-3).